# Loles López Gabarro
Loles López Gabarro   (Valverde del Camino, 18 de març de 1977), més coneguda com Loles López, és una advocada i política espanyola del Partit Popular, per el que ha resultat elegida diputada per Huelva en la VIII legislatura del Parlament d'Andalusia, IX legislatura del Parlament d'Andalusia i XI legislatura del Parlament d'Andalusia legislatures del Parlament d'Andalusia, i senadora per Huelva a la xi  i xii legislatures de les Corts Generals. Actualment, és presidenta del grup parlamentari popular al Parlament d'Andalusia i, entre 2014 i 2022, secretària general del PP-A. Anteriorment, ha exercit diversos càrrecs públics i orgànics, entre els quals destaca el d'alcaldessa de Valverde del Camino.
En l'actualitat, exerceix el càrrec de Consellera de Inclusió Social, Joventut, Famílies i Igualtat al segon govern de la Junta d'Andalusia presidit per Juan Manuel Moreno.

## Biografia

### Vida personal
Nascuda a Valverde del Camino el 18 de març de 1977, és la menor d'una família de quatre germans. López va assistir al col·legi de les Germanes de la Creu de Valverde, i, posteriorment, va obtenir la Llicenciatura en Dret en la Universitat de Huelva. Des de petita, va compaginar la seva formació educativa amb la pràctica del bàsquet, arribant a competir en campionats d'àmbit regional amb l'equip juvenil femení de Valverde del Camino. Després de llicenciar-se, va treballar en una empresa cimentera i va anar passant en un despatx d'advocats de Huelva.

### Política
El salt de López a la política es va produir en el 2002, quan es va afiliar al Partit Popular. eleccions municipals de 2003 i 2007, va resultar triada regidora a l'Ajuntament de Valverde del Camino, en concórrer, en ambdues ocasions, com a número dos de la llista electoral del PP. Va romandre a la bancada de l'oposició fins a les eleccions de 2011, a les que va accedir a l'alcaldia en obtenir el PP, per primera vegada, majoria absoluta al municipi. No va arribar a completar la legislatura, en renunciar al càrrec i a l'acta de regidora, a l'octubre del 2016, per incompatibilitat amb l'escó obtingut al Senat a les eleccions generals d'Espanya de 2016.